# Pupisoma macneilli
Pupisoma macneilli är en snäckart som först beskrevs av G. H. Clapp 1918.  Pupisoma macneilli ingår i släktet Pupisoma och familjen puppsnäckor. Inga underarter finns listade i Catalogue of Life.